# Heroína-Insel
Die Heroína-Insel (in Argentinien Islote Heroína, in Chile Islote Ercilla) ist eine Insel vor der Nordspitze der Antarktischen Halbinsel. Sie bildet das nordöstliche Ende der Danger-Inseln ostsüdöstlich der Joinville-Insel.
Wissenschaftler einer von 1948 bis 1949 dauernden argentinischen Antarktisexpedition benannten sie nach der Heroína, dem Schiff dieser Forschungsreise. Namensgeber der chilenischen Benennung ist der spanische Schriftsteller Alonso de Ercilla y Zúñiga (1533–1594).